# Marleen Goethals
Marleen Goethals (1964) is een Belgische stedebouwkundige.
Ze ontwierp tot 2013 voornamelijk landschap- en stadsprojecten in samenwerking met verschillende ontwerpbureaus, zoals De Smet Vermeulen en TRANS. Daarnaast werkte ze in het kader van het Vlaams stedenbeleid als coach van stadsvernieuwingsprojecten. Naast ontwerpen schrijft ze ook in samenwerking verschillende publicaties.
Vandaag is ze actief bij drie Vlaamse universiteiten. Ze is wetenschappelijk medewerker aan de Universiteit Gent. Vanaf 2013 is Goethals lid van de onderzoeksgroep voor stadsontwikkeling en ontwerpstudio begeleider aan de master Stedenbouwkundige en Ruimtelijke Planning van de Universiteit Antwerpen. Bovendien startte ze in 2017 een doctoraatsonderzoek aan de KU Leuven naar mogelijke ontwerpersrollen in co-evolutionaire planningsprocessen en naar sociaal-inclusieve stadsproductie.

## Carrière
Marleen Goethals is in meerdere rollen actief bij verschillende Vlaamse universiteiten.  Goethals is een wetenschappelijk medewerker aan de Universiteit Gent en ontwerpstudio begeleider aan de master Stedenbouwkunde en Ruimtelijke Planning van de Universiteit Antwerpen. Aan de KU Leuven voert ze een doctoraatsonderzoek uit naar potentiële functies voor ontwerpers in co-evolutionaire planningsprocessen.
Tot 2013 werkte ze als ontwerper aan landschaps- en stadsprojecten voor velerlei ontwerpbureaus. Goethals fungeerde ook als begeleider van stadsvernieuwingsprojecten in verband met het Vlaams Stedenbeleid.  
Sinds 1 oktober 2013 tot heden behoort ze tot de Onderzoeksgroep voor Stadsontwikkeling aan de Faculteit Ontwerpwetenschappen van de Universiteit Antwerpen. 
In 2017 startte ze een doctoraatsonderzoek aan de KU Leuven naar mogelijke rollen voor ontwerpers in co-evolutionaire planningsprocessen. Een onderzoek over de menselijke energie en creativiteit dewelke behoren tot de belangrijkste grondstoffen op aarde. De problemen in de wereld, goed of slecht, worden grotendeels  door de mens zelf veroorzaakt. Het resultaat van dit onderzoekend doctoraat wijst erop dat net die creativiteit van de mens de problemen oplost maar tevens vernieuwingen kan aanwakkeren. Het onderzoek werd gepubliceerd in een paper, ‘Livings Labs: co-evolutionaire planning met onderzoekers, overheden, burgers ondernemers voor uitvoerbare ruimtelijk projecten’.
In de periode van 2017-2018 was Goethals participatie verantwoordelijke bij Team Zuid. Het team Over de Ring-Zuid (i.s.m. Agence Ter, TVK, Arcadis, UAntwerpen, Interboro) ontwerpt de volledige overkapping van de zuidelijke zone van de Ring en organiseert het co-creatieproces met lokale bewoners en organisaties. 

## Projecten en samenwerkingen
Zoals reeds vermeld werkte ze tot 2013 bij verschillende ontwerpbureaus. Maar ze deed ook geregeld verschillende projecten in samenwerking met het bureau De Smet Vermeulen. 
In 1995 ontwierp ze een stadswijk en sociale woningen te Kortrijk dat in 1997 werd gerealiseerd. In 2013 deed ze ook in samenwerking met De Smet Vermeulen vooronderzoek voor een project van Studio Surplus, genaamd de loods, waarbij de er een buurthuis werd gerealiseerd in een leegstaande loods en waarbij er een nieuwe actieve wijk ontstond te Vilvoorde.
Ook ontwierp ze in 2013-2014 in samenwerking met TRANS, Something Fantastic en Monadnock een masterplan voor Turnhout geïnitieerd door de Vlaamse Bouwmeester.
Naast ontwerpen schreef Goethals en verschillende publicaties in het kader van Universiteit Antwerpen onder andere over ‘de dominantie structuren en het ruimtegebruik van de Marokkaanse vrouwen in Deurne-Noord’ in samenwerking met Shahrzad Faili, Katrijn Apostel, Els De Vos.  
Bovenlokale samenwerking wordt steeds crucialer voor een goede ruimtelijke ordening.
Zo schreef ze enkele publicaties met onder andere planoloog Jan Schreurs, Bruno Beulder en Fank Moulaert. Naast deze publicaties heeft ze zich samen met de architecten Laurent Ney, Chris Poulissen, Paul Robbrecht geëngageerd om van de Oosterweelverbinding met de Lange Wapper brug een hoogwaardige ervaring te maken  voor gebruikers, omwonenden en toeristen.
Dit ontwerpproces blijkt gemonopoliseerd en gemanipuleerd door het aannemersconsortium THV Noriant. Tijdens het ontwerpoverleg met de Vlaamse Bouwmeester en de Antwerpse Stadsbouwmeester waren de genoemde architecten niet in de positie om vrij en zelfstandig te spreken. Zij moesten hiervoor eerst verschillende overlegrondes doorlopen alvorens zij konden communiceren met de bouwheer. De Orde Van Architecten was het hier niet mee eens en gaf mee dat dergelijke escalatieprocedure onwettig is en dat deze aanleiding kan geven tot een disciplinair onderzoek.
OASE 96 is een tijdschrift voor architectuur waarin Marleen Goethals samen met Els Vervloesem, Michiel Dehaene en Hüsnü Yegenoglu de opmerkelijke revival van architectuurpraktijken onderzoekt die zich richten op hergebruik en toe-eigening van gebouwen, omgevingen en materialen. 
Hoe kunnen ontwerpers samenwerken in dit proces en wat is de sociale impact hiervan? Als basis van het onderzoek gebruiken ze casestudy’s, praktijkervaringen, kritische reflecties en ideeën die laten zien hoe architecten en stedenbouwkundige hergebruik anticiperend inzetten met het oog op de toekomstige gebruiker en/of gebruiksmogelijkheden. 